# Östra Skultjärnen
Östra Skultjärnen är en sjö i Åre kommun i Jämtland och ingår i Indalsälvens huvudavrinningsområde. Sjön har en area på 0,0741 kvadratkilometer och ligger 442,8 meter över havet.

## Delavrinningsområde
Östra Skultjärnen ingår i det delavrinningsområde (706064-137736) som SMHI kallar för Ovan Björbäcken. Medelhöjden är 526 meter över havet och ytan är 20,26 kvadratkilometer. Det finns inga avrinningsområden uppströms utan avrinningsområdet är högsta punkten. Gråvalsån som avvattnar avrinningsområdet har biflödesordning 2, vilket innebär att vattnet flödar genom totalt 2 vattendrag innan det når havet efter 367 kilometer. Avrinningsområdet består mestadels av skog (83 procent) och sankmarker (10 procent). Avrinningsområdet har 0,14 kvadratkilometer vattenytor vilket ger det en sjöprocent på 0,7 procent.